# Hedel
Hedel – miejscowość w prowincji Geldria, w Holandii. Miejscowość położona jest około 7 km na północ od ’s-Hertogenbosch, stolicy Brabancji Północnej.
Hedel było oddzielną gminą do 1999 roku, kiedy to połączyło się z gminą Maasdriel. 
W 2001 roku Hedel liczyło 4023 mieszkańców. Powierzchnia miasta wynosi 1,4 km² i zawiera 1567 domostw.